# I Want You (canción de Roxette)
«I Want You», escrita por Eva Dahlgren, Per Gessle, Marie Fredriksson, Mauro Scocco, Johan Ekelund (ambos miembros del dúo "Ratata") y Anders Glenmark, es una canción que fue grabada a mediados de 1987, cerca de un mes antes de la primera gira de Roxette.
La canción fue grabada por Roxette, Ratata y Eva Dahlgren para apoyar la gira conjunta "Rock Runt Riket" y al cerrar cada concierto la canción fue interpretada por todos los artistas. Anders Glenmark fue el productor.
La canción fue publicada originalmente como disco-sencillo de vinilo del mismo nombre y años más tarde también es incluida en el álbum compilado de varios artistas titulado "'The Record Station 5' " (1992; álbum de 18 canciones) publicado tanto en formto de LP, CD y casete.

## Lista de canciones
- Lado A:

1. "I Want You" (original versión) - 4:37

- Lado B:

1. "I Want You" (digital lägerelds mix version)[1] - 3:30

## Créditos
- Lennart Östlund - Ingeniero
- Olle Ramm - Masterización
- Anders Glenmark - Producción